# Deutsch-malaysische Beziehungen
Die Zusammenarbeit zwischen Malaysia und Deutschland entwickelt sich seit 1950. Zu Beginn herrschte eine wirtschaftliche Beziehung, die sich im Laufe der Jahre auf weitere Sektoren, wie Diplomatie, Politik, Forschung und Kultur, ausbreitete.
Deutschland unterhält eine Botschaft in Kuala Lumpur und ein Honorarkonsulat in Penang.
Die Botschaft Malaysias ist in Berlin, das Generalkonsulat in Frankfurt am Main und das Honorarkonsul in Böblingen und Hamburg vertreten.
Beide Staaten sind Mitglieder der Vereinten Nationen (UN) und des Asien-Europa Treffen (ASEM).

## Diplomatische Beziehungen
Die ersten Begegnungen von Regierungsmitgliedern von Deutschland und Malaysia reichen bis zum Beginn des 21. Jahrhunderts zurück.
Im März 2002 wurde zum ersten Mal ein deutsches Regierungsoberhaupt, Bundeskanzler Gerhard Schröder, von dem damals regierenden Premierminister Mahathir bin Mohamad zum Staatsbesuch geladen. Es folgte der Besuch des damaligen Außenministers Joschka Fischers bei dem ehemaligen Premierminister Abdullah Ahmad Badawi in Kuala Lumpur und der Besuch Badawis im gleichen Jahr in Deutschland, um politische und wirtschaftliche Gespräche abzuhalten. Deutschland gelang es nicht nur das Verhältnis zu dem südostasiatischen Staat zu erhalten bzw. zu verbessern, sondern auch eine Verbindung zum Islam durch den muslimisch geprägten Partner Malaysia herzustellen. Im September 2006 hielten Bundeskanzlerin Angela Merkel und Abdullah Ahmad Badawi erstmals Gespräche bei dem Asia-Europe Meeting (ASEM) in Finnland ab.
Vom 16. bis 19. Februar 2024 besuchten Bundespräsident Frank-Walter Steinmeier und Elke Büdenbender Malaysia. In Malaysias Hauptstadt Kuala Lumpur führte der Bundespräsident politische Gespräche mit König Abdullah sowie mit Premierminister Anwar Ibrahim.

## Wirtschaftliche Beziehungen
Die wirtschaftliche Beziehung zwischen Deutschland und Malaysia begann im Jahr 1950, als die Bundesrepublik Deutschlands einen finanziellen Zuschuss in Höhe von 278,8 Millionen DM für die "öffentliche[…] Hilfe" Malaysias bereitstellte (1950–1985). Sowohl der Staat als auch private Investoren waren in den malaysischen Wirtschaftsmarkt involviert.
Das deutsche Unternehmen Siemens AG war eines der ersten Unternehmen, welches in Malaysia wirtschaftlich aktiv war. Mit dem Bau der ersten Fabrik in Malaysia im Jahre 1972 schuf Siemens 1500 neue Arbeitsplätze. 1985 wurde die erste Auslandsvertretung des Unternehmens in Malaysia eröffnet. Anhand der Aktiengesellschaft Siemens wird deutlich, dass die Beziehungen zwischen Malaysia und der Bundesrepublik Deutschland bereits lange bestehen. Aus allen ASEAN Mitgliederstaaten stellt Malaysia einen der bedeutendsten Handelspartner für Deutschland dar.

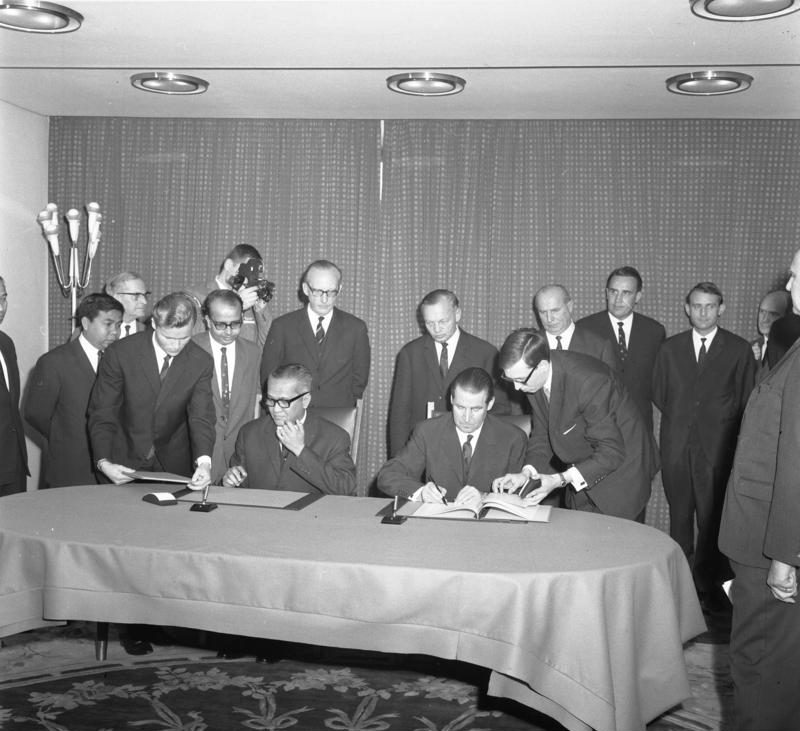
Der malaysische Botschafter Dato Abdul Hamid bin Haji Jumat und Bundesaußenminister Gerhard Schröder unterzeichnen im Auswärtigen Amt ein Kapitalhilfeabkommen.

Die bilaterale Beziehung basiert auf folgenden Abkommen, welche zentrale Voraussetzungen für eine erfolgreiche Interaktion beider Länder bezogen auf Direktinvestitionen sind. Dem allgemeinen Zoll- und Handelsabkommen (GATT) trat Malaysia 1957 bei. Außerdem wurden folgende Abkommen zwischen der Bundesrepublik und Malaysia geschlossen: im Jahre 1960 ein Abkommen über die Förderung und den Schutz von Kapitalanlagen, 1968 ein Abkommen über technische Zusammenarbeit, 1970 ein Luftverkehrsabkommen sowie 1977 ein Abkommen zur Vermeidung der Doppelbesteuerung (trat 1979 in Kraft). 1991 wurde auf der Basis der Malaysian German Business Group von 1988, einem Zusammenschluss deutscher und malaysischer Kaufleute, die Deutsch-Malaysische Industrie- und Handelskammer, (AHK Malaysia) gegründet sowie 1992 das German-Malaysian Institute (GMI).
| Jahr | Namen                                   |
| ---- | --------------------------------------- |
| 1957 | Zoll- und Handelsabkommen (GATT)        |
| 1960 | Förderung und Schutz von Kapitalanlagen |
| 1968 | Abkommen über technische Zusammenarbeit |
| 1970 | Luftverkehrsabkommen                    |
| 1977 | Vermeidung der Doppelbesteuerung        |

### Deutsche Unternehmen in Malaysia
1968 wurden die ersten deutschen Investitionen in Malaysia beobachtet. Bis 1971 war die Aktivität des privatwirtschaftlichen Sektors zwischen den beiden Ländern auf den Handel limitiert. Im Vergleich zur damaligen Situation ist aufgrund des technischen, politischen und wirtschaftlichen Fortschrittes Malaysia ein attraktives Ziel für Investoren geworden.
Besonders kleine und mittelgroße Unternehmen haben sich bereits sehr erfolgreich in Malaysia etabliert. Knapp 50 % der deutschen Unternehmen in Malaysia erreichen nach drei Jahren den Break-even-Point Tochtergesellschaften und Niederlassungen treten besonders häufig auf (13 %), welche im engen Kontakt zur Muttergesellschaft mit dem Sitz in Deutschland (78,3 %) stehen.
Die Direktinvestitionen steigen seit dem Jahre 1975 stetig an. Der Deutsche Industrie- und Handelskammertag (DIHK), ehemals Deutscher Industrie- und Handelstag (DIHT), stellt kleinen und mittelgroßen, deutschen Unternehmen in Malaysia, Beauftragte zur Verfügung, welche Hilfeleistungen anbieten. Außerdem organisiert der Ausstellungs- und Messe-Ausschuss der Deutschen Wirtschaft e. V. (AUMA) ständig – im Interesse deutscher Firmen – Handelsmessen in Malaysia. Die Geschäftsfreundlichkeit eines Landes wird anhand des „Ease of doing Business“-Ranking der Weltbanken aufgeführt, bei dem Malaysia aktuell (2020) auf Rang 12 und Deutschland auf Rang 22 liegen. Als ausländischer Investor hat Deutschland einen 49-prozentigen Anteil im industriellen Sektor. Die übrigen 51 Prozent teilen sich die Schweiz, Japan, USA und Singapur.
Deutsche Unternehmen weisen eine weitgehende Branchenvielfalt auf. Zu den wichtigsten Branchen zählen: Elektroindustrie 16 %, Metallindustrie 4 %, Automobilindustrie 4 %, Medizintechnik 12 %, Baugewerbe 12 % und Logistik 4 %.

### Import und Export
Erst seit 1968 differenziert man Singapur von Malaysia im Hinblick auf die Handelsbeziehungen zu Deutschland. Malaysia importierte in der Zeit von 1968 bis 1981 58,4 % mehr Waren aus Deutschland, als Deutschland aus Malaysia. „Dabei ist der Außenhandel der Bundesrepublik Deutschland mit Malaysia intensiver gewachsen, als der Außenhandel der Bundesrepublik insgesamt.“
Vergleicht man die Jahre 2012 und 2013, fällt auf, dass Deutschlands Exporte nach Malaysia um 2,81 % (4,8 Millionen Euro) gesunken, jedoch der Import aus Malaysia um 3,9 % (5,6 Millionen Euro) gestiegen ist.

### Wirtschaftliche Projekte
Das German-Malaysian Institute unterstützt Projekte mit den Schwerpunkten Bildung und Ausbildung, aber auch kulturell und sozial ausgelegte Workshops für Studenten. „Die Deutsche Botschaft fördert hingegen jährlich mehrere Projekte in den Bereichen Schulbildung, Förderung wirtschaftlicher Selbstständigkeit von Frauen, Unterstützung von Kinder- und Behinderteneinrichtungen und die Armutsbekämpfung.“ Zwei erfolgreiche Projekte unter der Leitung der Botschaft der Bundesrepublik Deutschland sind Mondou Atelier – Stitching and Sewing in Sabah, mit dem Ziel der Förderung der wirtschaftlichen Selbstständigkeit der Frauen in ländlichen Gebieten und Mon Fairtrade Spa Products, welches die Produktion von Fair-Trade-Produkten durch Asylsuchende und Flüchtlingen, die zum größten Teil der ethnischen Minderheit Mon aus Myanmar entstammen, unterstützt.

## Forschung
Deutschland hat die Entwicklungshilfe zu Malaysia 1999 eingestellt, da in den letzten Jahrzehnten Malaysia einen technischen Fortschritt erfahren hat. Dennoch unterstützt die Bundesrepublik Deutschland Malaysia hinsichtlich verschiedener Forschungsprojekte.
Der Schwerpunkt der Wissenschaft liegt hier bei der Vision 2020 (Wawasan 2020), mit der Malaysia höchste Maßstäbe im Bereich Hightech und Forschung erzielen möchte. Bisherige Projekte wurden über die Metaebene von der Europäischen Union (EU) und dem Verband Südostasiatischer Nationen (ASEAN-Staaten eng. Association of Southeast Asian Nations) durchgeführt. Durch gemeinsames Wirken entstand das SEA-EU-Projekt, welches für nationale Wissenschaftler als Austauschplattform von Forschung, Ideen und Kontakten dienen soll. Im Vergleich zu den geschichtlich und regional bedingten Kooperationen mit Malaysia, besitzt die Zusammenarbeit mit Deutschland großes Potenzial. Künftig wird dies besonders im Bereich „Bioökonomie“ angestrebt.
Die Forschung und deren Institutionen sind stark mit den Beziehungen der Universitäten beider Länder verbunden: In den folgenden Jahren soll eine Kooperation mit Rosenheim, Kuala Lumpur und Partnerfirmen aufgebaut werden.
Aus der Perspektive der Universiti Kebangsaan Malaysia (UKM) ist die Bereitschaft, Deutschland als Innovationspartner zu integrieren von großer Bedeutung. Dies ist am German-Science-Day Mitte Oktober 2013 unterstrichen worden. Auch seitens Deutschlands ist man bedacht, die Zusammenarbeit voranzutreiben: Das Bundesministerium für Bildung und Forschung (BMBF) bezuschusst Veranstaltungen, um die Integration des German-ASEAN Science & Technology Network zu festigen.
Neben den Hochschulen und Universitäten beteiligen sich deutsche Forschungsinstitute an der Kooperation mit Malaysia. Beispielsweise initiierte das Fraunhofer-Institut für Arbeitswirtschaft und Organisation (IAO) gemeinsam mit dem Standards and Industrial Research Institute of Malaysia (SIRIM) im März 2015 das Projekt zur Unterstützung des Innovations- und Technologiemanagements von Klein- und Mittelständischen Unternehmen.
Weitere wissenschaftliche Beziehungen zeigen sich am Bestreben des Forschungsverbundes Berlin e.V, der sich bemüht die Artenvielfalt im Bundesstaat Sabah zu erhalten. In Kooperation mit dem Leibniz-Institut für Zoo- und Wildforschung und dem Zoo Leipzig wurde ein Programm gestartet, damit die betroffenen Tierarten nicht aussterben.
Ein weiteres Beispiel für den Stellenwert, den diese Beziehung für Deutschland hat, zeigt die Internetseite des Bundesministeriums für Bildung und Forschung. Hier halten das Deutsche Zentrum für Luft- und Raumfahrt e. V. (DLR), das VDI-Technologiezentrum und Partnerorganisationen die Leser auf dem neusten Stand malaysischer Forschung.

## Bildung
Die politischen und wirtschaftlichen Beziehungen weiteten sich auf den kulturellen Sektor frühzeitig aus. Betroffen sind größtenteils die Bildung sowie das Erlernen der Sprache. Seit 1958 arbeitet das Goethe-Institut daran, die Sprachbarriere zwischen den Ländern zu mindern, indem es Sprachkurse für Malaien anbietet. Darüber hinaus möchte das Goethe-Institut den Dialog zwischen Deutschland und Malaysia fördern.
Hinsichtlich des Hochschulbildung gibt es immer mehr Verträge zwischen den beiden Ländern als Partneruniversitäten. Im Jahr 2013 belief sich die Anzahl auf 65 mit steigender Tendenz. Auch die Anzahl an malaysischen Austauschstudenten in Deutschland ist im Laufe der Jahre von 49 (1993/94) auf 906 (WS 2012/13) angestiegen. Davon waren 624 männlich und 282 weiblich. Die meisten (613) studierten an Fachhochschulen. Die Präferenz liegt dabei bei Ingenieurwissenschaften (715), Mathematik und Naturwissenschaften (73) und Rechts-, Wirtschafts- und Sozialwissenschaften (62). Die übrigen 16 verteilen sich auf anderweitige Studiengänge.

### German-Malaysian Institute
Als Pendant zur Kooperation auf akademischem Feld gründete 1992 die Gesellschaft für technische Zusammenarbeit (GTZ), gemeinsam mit der Deutsch-Malaysischen Industrie- und Handelskammer und der Majlis Amanah Rakyat (MARA), das German-Malaysian-Institute (GMI) als Partner für praktische und theoretische Diplomausbildungen. Im GMI, das in der Nähe von Kuala Lumpur residiert, werden die Gewerbeschüler im Wege von Dualen Berufsbildungsprogrammen ausgebildet und daneben auch an die deutsche Kultur herangeführt. Dies geschieht mittels Spiele- und Filmabenden auf Deutsch, Vorlesungen und Reden über die deutsche Historie oder durch gemeinsam verbrachte Wochenenden. Nicht nur malaysische Studenten sind am Institut eingeschrieben, es wird auch deutschen Bachelor- und Masterstudenten angeboten, ihr Auslandssemester bzw. Praktikum am GMI zu verbringen. Dort können sie ihr technisches Wissen anwenden, Sprachunterricht geben und die Kultur kennen lernen.

### Stiftungen
Zur Finanzierung des Auslandsaufenthalts – abgesehen von 50 % der Malaysier, die ein staatliches Stipendium erhalten – treten Deutsche sowie Malaysier an den Deutschen akademischen Austauschdienst (DAAD) heran. 2014 unterstützte der DAAD 142 deutsche Lehrbeauftragte und Studenten. Auf Seiten Malaysias wurden 135 Stipendiaten ausgewählt.